# Photobioréacteur

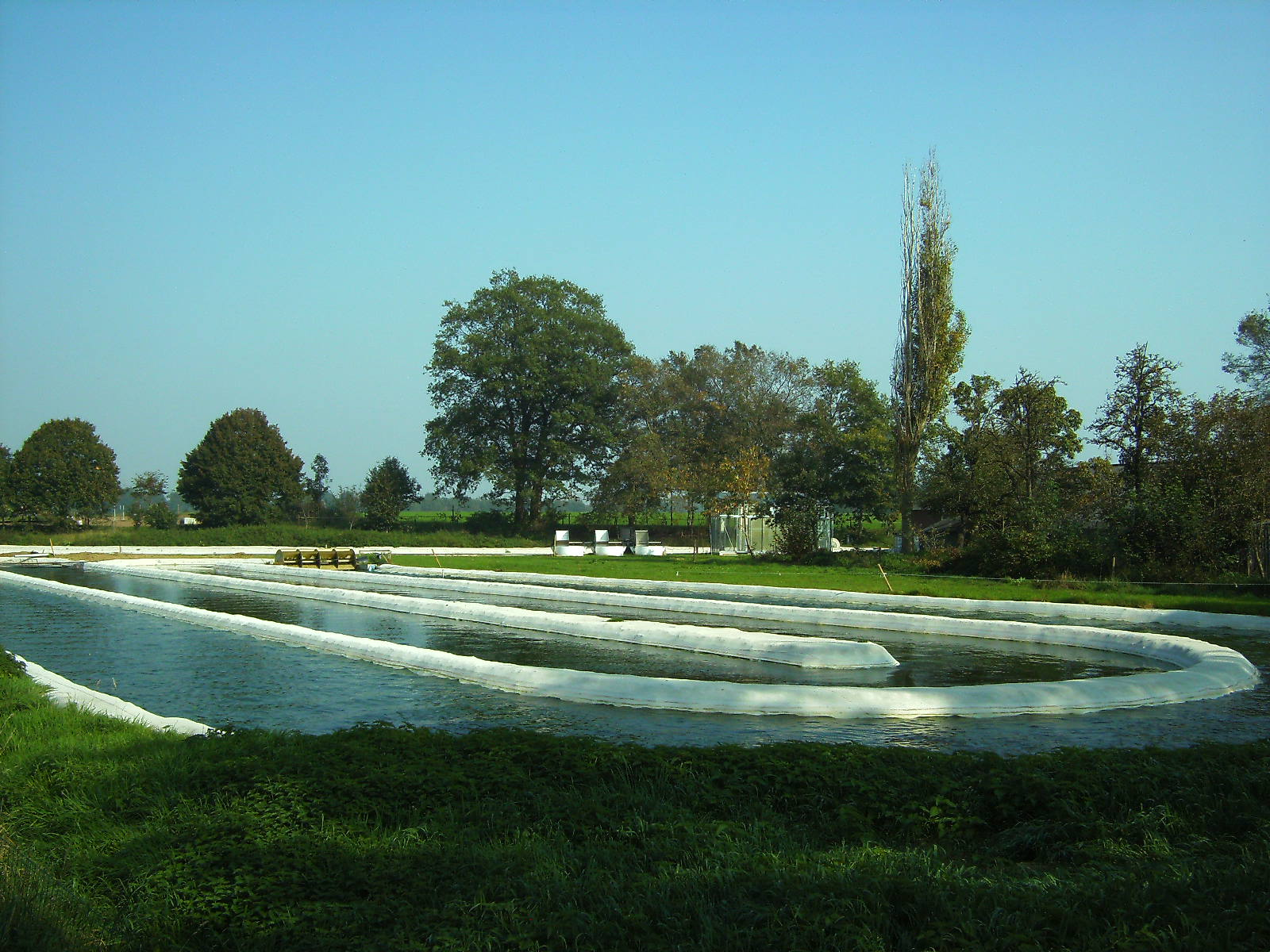
Bassin champ-de-course (Raceway pond)

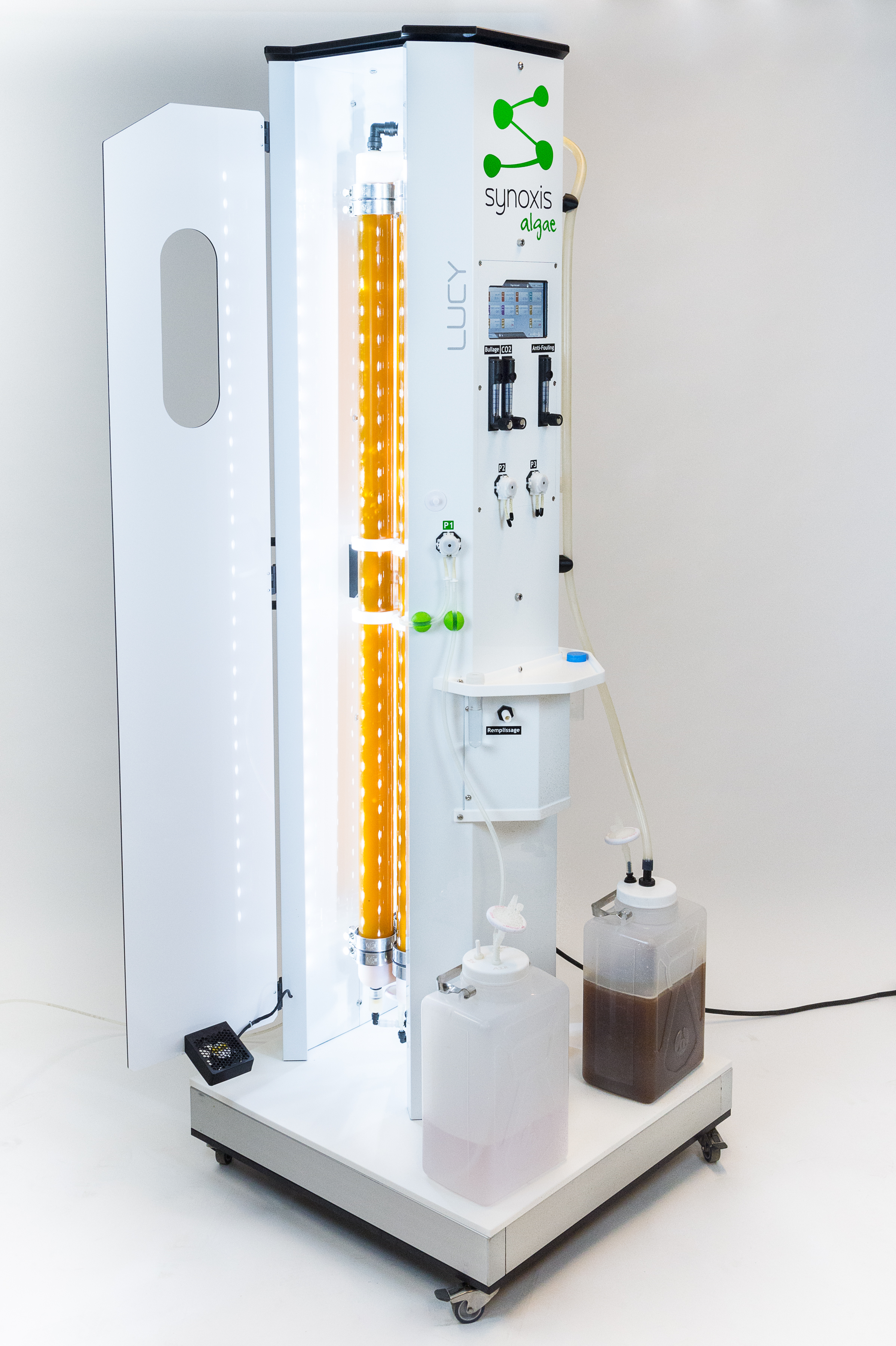
Photobioréacteur

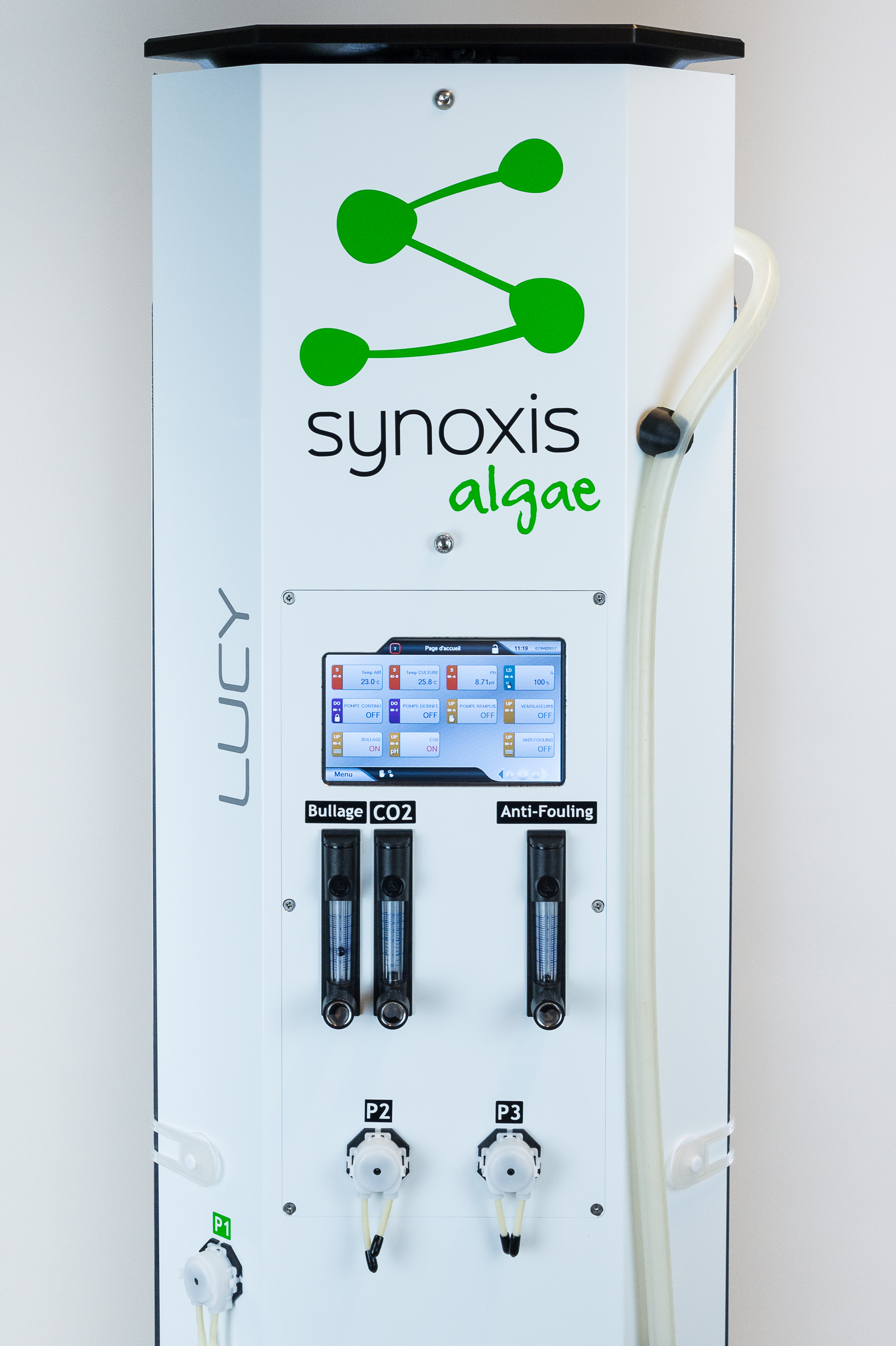
Photobioréacteur

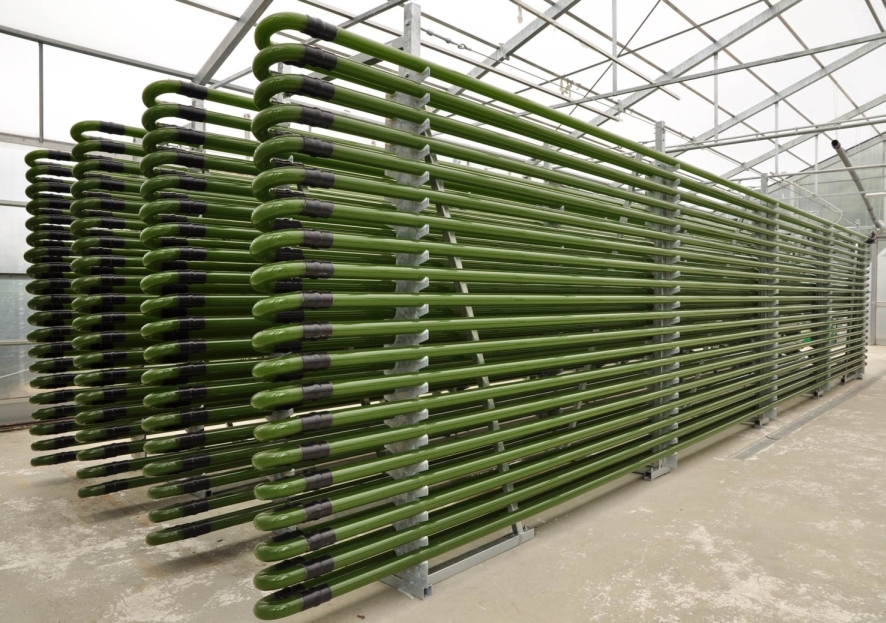
Photobioréacteur tubulaire

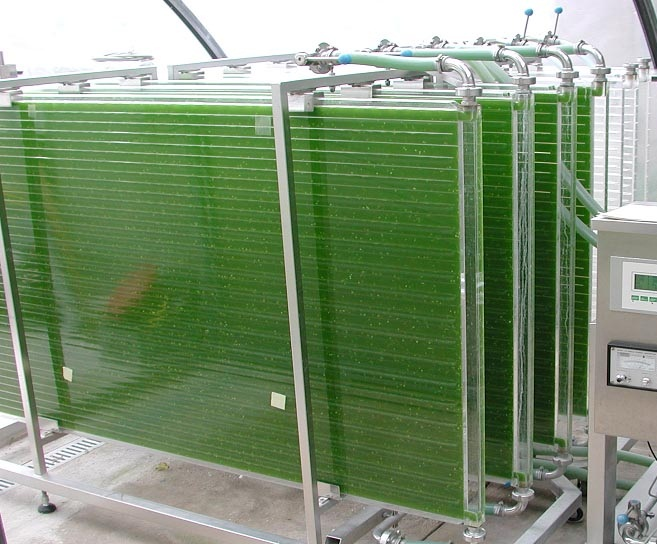
Photobioréacteur à plaques alvéolaires en PMMA

Un photobioréacteur est un système assurant la production de micro-organismes photosynthétiques en suspension dans l’eau, tels que les bactéries photosynthétiques, les cyanobactéries, les microalgues eucaryotes, les cellules isolées de plante pluricellulaires, des petites plantes comme les gamétophytes de macroalgues et les protonemata de mousse. Cette production se fait par culture, le plus souvent clonale, en milieu aqueux sous éclairage. L’amplification jusqu’à des volumes industriels pouvant atteindre des centaines de mètres cubes s’effectue selon des étapes successives où le volume d’une étape sert à inoculer le volume suivant. Pour récolter la population microbienne et assurer la production de biomasse, le volume de chaque étape peut être renouvelé partiellement tous les jours (culture en continu) ou changé totalement (culture en lots). À ces étapes correspondent des photobioréacteurs de volume croissant et de nature différente.

## Fonctions
Les cultures photosynthétiques clonales nécessitent que soient réalisées en permanence quatre conditions sous asepsie.
1. Premièrement, les parois de confinement de la culture doivent être transparentes et le rester afin d'assurer une transmission optimale de lumière. Des matériaux tels que le verre et les plastiques rigides (par exemple méthacrylate de méthyle (PMMA), polycarbonate) sont adaptés ainsi que des films souples en plastique (par exemple polyéthylène, polyuréthane, et chlorure de vinyle - PVC). Le nettoyage de la paroi intérieure doit fonctionner efficacement pendant le processus de culture pour empêcher le développement d’un biofilm qui va diminuer l'intensité lumineuse dans le volume du réacteur. Comme une culture d'algues est un milieu absorbant qui atténue la lumière, la lumière diminue avec l’épaisseur de la culture selon une loi de Beer-Lambert. Un compromis doit être trouvé[1] entre la densité de la culture et son épaisseur.
2. Deuxièmement, afin de permettre à toutes les cellules d’accéder à la lumière, un mélange efficace de la culture est nécessaire. Une façon typique de permettre ce mélange consiste à faire circuler la culture en utilisant une pompe pour créer des composantes transversales de la vitesse, en particulier par la turbulence. Les conditions géométriques et de fonctionnement de ce dispositif de pompage doivent être compatibles avec la fragilité des cellules, ce qui nécessite de faibles vitesses. Comme les vitesses requises pour le mélange sont beaucoup plus élevées que celles induites par le renouvellement du milieu de culture, celui-ci est recyclé en boucle. Une façon simple de réduire l'effet néfaste du pompage sur l'intégrité cellulaire est de diminuer la fréquence de passage à travers le circuit.
3. Troisièmement, il est nécessaire de fournir du dioxyde de carbone aux cellules, tandis que l'oxygène photosynthétique doit être retiré pour éviter l'inhibition de la réaction photosynthétique[2]. Ces processus de transfert de masse, apport de dioxyde de carbone et élimination de l'oxygène, se produisent à l'interface gaz-liquide qui devrait être aussi étendue que possible. Dans les systèmes fermés, l’élimination de l'oxygène est un facteur contraignant majeur pour la culture. Un contact intime est créé entre le gaz et le liquide par barbotage ou par une chute d'eau dans une tour de dégazage placée sur le parcours en boucle. La culture doit passer fréquemment dans la tour de dégazage, ce qui nécessite des vitesses de circulation élevées pour les longues boucles et crée des conditions altérant l'intégrité cellulaire.
4. Quatrièmement, un mode de refroidissement tel que la circulation de fluide thermo-contrôlé ou l'évaporation doit être mis en œuvre pour maintenir les températures de culture dans une fourchette optimale dans les photobioréacteurs solaires. En effet, une culture dense absorbe le rayonnement infrarouge, ce qui peut conduire à des températures létales si l'excès de chaleur n'est pas évacué.

## Conception de photobioréacteurs
La conception du photobioréacteur fait référence à la structure physique et à la configuration d'un photobioréacteur, qui est un dispositif utilisé pour cultiver des micro-organismes tels que des algues, des cyanobactéries et d'autres micro-organismes photosynthétiques. La conception d'un photobioréacteur peut avoir un impact significatif sur la croissance et la productivité des micro-organismes. Par conséquent, les facteurs suivants sont importants à prendre en compte :
1. Lumière : la conception du photobioréacteur doit assurer une distribution uniforme de la lumière aux micro-organismes.
2. Échange de gaz : le photobioréacteur doit disposer d'un système efficace d'échange de gaz tels que le dioxyde de carbone, l'oxygène et l'azote.
3. Contrôle de la température : le photobioréacteur doit disposer d'un système permettant de maintenir la température dans la plage requise pour la croissance des micro-organismes.
4. Mélange : un bon mélange est nécessaire pour répartir uniformément les nutriments et la lumière et éviter la formation de zones mortes.
5. Stérilisation : le photobioréacteur doit disposer d'un système de stérilisation de la culture pour éviter toute contamination par des micro-organismes indésirables.
6. Mise à l'échelle : la conception du photobioréacteur doit être évolutive et facilement adaptable à des systèmes plus importants.
7. Matériau de construction : le photobioréacteur doit être construit avec des matériaux résistants à la corrosion et transmettant la lumière.

Ces facteurs doivent être soigneusement pris en compte lors du processus de conception pour s'assurer que le photobioréacteur est efficace et optimisé pour la croissance et la productivité des micro-organismes cultivés.

## Typologie
Les photobioréacteurs sont de natures très variées, depuis les bassins à ciel ouvert, jusqu’aux systèmes clos. Ils diffèrent par de nombreux aspects portant notamment sur leur géométrie et les conditions de culture, le mode de confinement, la lumière, le mélange, le contrôle thermique, les transferts de gaz, et les conditions d’exploitation. Différentes considérations permettent de classer ces systèmes, en particulier le contrôle plus ou moins poussé des conditions de culture et l’épaisseur de la couche de culture. On peut distinguer les épaisseurs décimétriques (bassins, colonnes et bacs) et centimétriques (plans inclinés, tubes, plaques). Le Tableau 1 rassemble quelques performances mentionnées dans la littérature pour une variété d’espèces et de photobioréacteurs.
Tableau 1 : Concentrations et productivités surfaciques de différents photobioréacteurs classés d’après l’épaisseur de la couche de culture (Ø = diamètre).
| Système de production | Longueur du chemin optique (cm) | Espèce de microalgue                                                 | Concentrations maximales (g l-1) | Productivité surfacique (g m-2 j-1) | Source |
| --------------------- | ------------------------------- | -------------------------------------------------------------------- | -------------------------------- | ----------------------------------- | ------ |
| Plan incliné          | 1                               | Chlorella sp.                                                        | 2                                | 25 (p)                              | [ 4 ]  |
| Plaque                | 1,2                             | Arthrospira platensis                                                | 4 - 6                            | 24 (d)                              | [ 5 ]  |
| Tubulaire             | 2,5 (Ø)                         | Spirulina platensis                                                  | 4                                | 27 (p)                              | [ 6 ]  |
| Tubulaire             | 4,8 (Ø)                         | Chlorella vulgaris                                                   | 4                                | 52 (p)                              | [ 5 ]  |
| Tubulaire             | 6,0 (Ø)                         | Porphyridium cruentum                                                | 1                                | 25 (p)                              | [ 7 ]  |
| Tubulaire             | 12,3 (Ø)                        | Spirulina maxima                                                     | 1                                | 25 (p)                              | [ 8 ]  |
| Bassin                | 15                              | Arthrospira platensis, Dunaliella salina, Odontella aurita           | 0,4                              | 12 - 13 (p)                         | [ 5 ]  |
| Tubulaire             | 50 (Ø)                          | Haematococcus pluvialis                                              | 0,4                              | 13 (p)                              | [ 9 ]  |
| Colonne à bulles      | 50 (Ø)                          | T. Iso, Pavlova lutheri, Chaetoceros calcitrans, Tetraselmis suecica | 0,1                              | 3 (d)                               | [ 10 ] |

(p) surface de l'emprise au sol; (d) surface développée
En raison de leur exposition aux contaminations, les cultures pures d'une seule espèce ne sont guère possibles dans les photobioréacteurs présentant une interface avec l’ambiant (bassins, bacs, plans inclinés), sauf pour une poignée d’espèces extrêmophiles parmi lesquelles Arthrospira sp., Chlorella sp., Dunaliella salina, Odontella aurita, Scenedesmus sp. et Nannochloropsis oculata. Les autres espèces nécessitent des précautions destinées à privilégier leur développement par un renforcement de l’asepsie et par une inoculation massive. Malgré cela, les cultures sont souvent de courte durée (batch) en raison des contaminations par des compétiteurs à croissance plus rapide et par des prédateurs.
Le photobioréacteur le plus simple et le plus répandu dans les écloseries d’aquaculture est un tube vertical transparent à la base duquel est injecté de l’air et qui reçoit de la lumière par les côtés. Le volume de ces colonnes à bulles varie de 100 à 1 000 litres. Le fond est plat incliné ou conique et ils sont ouverts ou fermés par un couvercle non étanche. On les distingue d’après la nature des matières plastiques constituant leurs parois transparentes (polyéthylène, polymétacrylate de méthyl, polyester armé ou polycarbonate), l’épaisseur de ces parois (coque rigide ou film), et le mode de renouvellement du volume de culture (continu ou batch).
Des tubes fluorescents sont souvent disposés autour de ces volumes selon un ratio puissance / volume de l’ordre de 1 watt par litre de culture. La lumière naturelle est également utilisée lorsque la latitude le permet. Les épaisseurs de culture relativement importantes ne permettent pas d’atteindre des concentrations très élevées. Ces systèmes sont très répandus dans les écloseries d’aquaculture marine pour la culture des microalgues servant de nourritures aux larves de mollusques et de crevettes et aux proies vivantes de larves de poissons à petite bouche. Pour cette application, la biomasse microalgale est distribuée sous forme de culture brute. Comme pour toutes les cultures de microorganismes, on cherchera à maximiser les concentrations de microalgues à la récolte afin de diminuer le travail de séparation solide liquide (sauf dans le cas de l’aquaculture où la biomasse n’est pas récoltée). La recherche des concentrations les plus fortes tend à privilégier une diminution des épaisseurs de culture de microalgues. En pratique, les longueurs du chemin optique sont rarement plus faibles que le cm.

## Biologie des Algues
Ces organismes photosynthétiques utilisés au sein d’un photobioréacteur ont la particularité d’utiliser le CO2 présent dans l’air pour produire de l’O2 et se multiplier (principe de l'algoculture).
L’intérêt de ces cultures à grande échelle repose sur l’utilité même d’obtenir une biomasse importante d’algues. En effet, les algues (en particulier), ont une grande capacité de reproduction (création d’une forte biomasse). Elles produisent des quantités importantes de lipides utilisables notamment pour faire des biocarburants (Biofuel, Biogaz).
De plus, la capacité dépolluante de ces algues peut aussi servir à la dépollution des eaux usées et de l’atmosphère.
Ces propriétés particulières des algues sont utilisées dans plusieurs applications afin de produire de l’énergie (biofuel, chaleur et électricité).

## Compatibilité avec la fragilité cellulaire
Les photobioréacteurs tubulaires sont destinés à un grand développement en raison du contrôle poussé des conditions de culture qu’ils autorisent et des performances qui en résultent. Ceux disposés en barrières verticales de faisceaux tubulaires à écoulement horizontal présentent une efficacité photosynthétique élevée liée à leur capacité à utiliser la lumière diffuse. La culture y est mise en circulation en boucle pour passer alternativement dans la tubulure transparente où elle capte la lumière et dans une tour de dégazage où elle doit impérativement perdre son oxygène pour éviter l’inhibition de la photosynthèse. Certaines de ces installations totalisent 500 km de tubulure en verre, comme celle de la société Roquette Frères à Klötze (Allemagne).
Pour éviter que la teneur en oxygène dissous n'atteigne des valeurs critiques, les périodes séparant deux passages dans la tour de dégazage doivent diminuer lorsque la taille du photobioréacteur augmente. Dans certaines grandes installations, ces périodes peuvent descendre jusqu’à la minute. Les pompes sont alors dimensionnées pour faire circuler la culture à 2 m/s dans la tubulure et dans la tour de dégazage qui peut atteindre 7 m de haut. Outre qu'ils sont fortement consommateurs d'énergie (> 2 000 W/m3), ces procédés de culture font subir aux microalgues des sollicitations mécaniques intenses auxquelles seule une poignée d’espèces arrive à résister. Il s’agit en général de microalgues de petite taille, sans appendice, et possédant une paroi cellulaire résistante comme Chlorella vulgaris, Scenedesmus obliquus, Nannochloropsis oculata, Haematococcus pluvialis (cystes). En raison de leur tolérance aux sollicitations mécaniques, ces espèces extrêmophyles sont cultivées en Europe par Salata, Roquette Frères (Allemagne), CleanAlgae (Espagne), Necton (Portugal) et Algatech (Israël).
Un nouveau concept de photobioréacteur tubulaire diffère du précédent par le fait que la culture co-circule dans la tubulure en même temps que le gaz enrichi en CO2 assurant le balayage de l’oxygène en excès. Cela rend l’efficacité du dégazage indépendante de la taille du photobioréacteur et confère à la technologie un grand potentiel de diminution des coûts d’investissement et d’exploitation par accroissement de taille sans altération des performances. Une autre conséquence pratique de ce choix réside dans le fait que la vitesse de circulation est beaucoup plus faible (0,3 m/s) que dans les photobioréacteurs à tour de dégazage. Cela réduit considérablement la dépense d’énergie (< 400 W/m3), les sollicitations mécaniques appliquées aux microalgues circulantes, et permet d’assurer efficacement d’autres fonctions essentielles comme le nettoyage en ligne de la face interne du réacteur. Les photobioréacteurs de 5 000 L selon ce concept sont exploités à Baillargues (France) par la société Microphyt depuis fin 2009. Ils se sont révélés adaptés à la culture industrielle de plusieurs espèces de microalgues particulièrement délicates. La possibilité de produire en masse des espèces délicates ouvre largement le champ de l'exploitation industrielle des micro-organismes photosynthétiques, dont la biodiversité est parmi les plus importantes.

## Applications

### Dans l'urbanisme
La technologie des photobioréacteurs a été l’objet de plusieurs projets d’architecture et d’urbanisme à travers l’utilisation de Biofaçades. Les Biofaçades sont des structures (de type photo-bioréacteur) à double vitrage rempli d’eau dans laquelle il est possible de cultiver des algues. L’intérêt de ces Biofaçades est d’optimiser la surface « perdue » des bâtiments par l’intégration d’un champ verticale de culture de micro-algues.
La mise en place de ces structures permettrait d’assouvir les besoins énergétique du bâtiment. En effet, en utilisant les propriétés des algues il est possible de :
- Produire de la chaleur et de l’électricité à partir de la biomasse.
- Recycler et purifier les eaux usées pour alimenter la culture.
- D’obtenir un rendement neutre en CO2 en recyclant le CO2 (issu à la fois de la combustion de la biomasse et de l’atmosphère).

Au cours des saisons, la température n’est pas constante. Pour pallier ce phénomène naturel, le dispositif serait capable, en hiver, de capter l’énergie du soleil par effet serre et, en été, de rafraichir la façade par des flux d’eau et de ventilation. Cela est rendu possible par la présence, au sein du photo-bioréacteur, d’un échangeur de chaleur. L’utilisation des Biofaçades permettraient de diminuer la consommation d’énergie thermique de 50% pour le bâtiment en tant que tel et de 80% pour les algues par rapport à des cultures classiques en bassin.
Il existe un consortium appelé Symbio2 composé d’entreprises (X-TU ; Séché Environnement ; OASIIS ; R.F.R ; Algosource Technologies ; GEPEA) qui ont pour but de créer un « quartier vert » où les immeubles de 3e génération mutualisent leur production de micro-algue afin de répondre à leur propre besoin en énergie. Ce programme a obtenu un Fonds Unique Interministériel (FUI 15) en mars 2015 d’une valeur de 1,7 million d’euros.
Il est important de noter que depuis janvier 2014, il n’existe aucun retour sur l’avancement des différents projets mis en place. Néanmoins, il existe un bâtiment déjà pourvu de ces Biofaçades à Hambourg : le BIQ.

### Production de biodiesel
Les algues peuvent être utilisées pour produire du biodiesel et du bioethanol. Le fait que la biomasse des algues soit jusqu'à 30 fois plus productive que les autres biomasses est particulièrement intéressant.